# Cristiano I del Palatinato-Birkenfeld-Bischweiler
Cristiano I di Zweibrücken-Birkenfeld-Bishweiler (Birkenfeld, 3 novembre 1598 – Neuenstein, 6 settembre 1654) fu duca di Birkenfeld-Bischweiler dal 1600 fino alla sua morte.

## Biografia
Cristiano nacque a Birkenfeld nel 1598, figlio minore del conte palatino Carlo I del Palatinato-Zweibrücken-Birkenfeld. Le terre di suo padre vennero suddivise alla di lui morte e Cristiano ricevette il territorio attorno a Bischwiller, in Alsazia.
Cristiano morì successivamente a Neuenstein nel 1654 e venne ivi sepolto.

## Matrimonio e figli
Cristiano sposò Maddalena Caterina del Palatinato-Zweibrücken (26 aprile 1607 – 20 gennaio 1648), figlia del duca Giovanni II, il 14 novembre 1630 e da lei ebbe i seguenti figli:
- un figlio di cui non ci è giunto il nome (13 settembre 1631);
- Gustavo Adolfo (2 luglio 1632 – 4 agosto 1632);
- Giovanni Cristiano (16 giugno 1633 – 19 agosto 1633);
- Dorotea Caterina (3 luglio 1634 – 7 dicembre 1715);
- Luisa Sofia (16 agosto 1635 – 25 settembre 1691);
- Cristiano (1637 – 26 aprile 1717);
- Giovanni Carlo (17 ottobre 1638 – 21 febbraio 1704);
- Anna Maddalena (14 febbraio 1640 – 12 dicembre 1693);
- Clara Sibilla (20 febbraio 1643 – 27 marzo 1644).

In seconde nozze Cristiano sposò Maria Giovanna di Helffenstein (8 settembre 1612 – 20 agosto 1665), figlia del conte Rodolfo V di Helffenstein, il 28 ottobre 1648, dalla quale ebbe un solo figlio:
- un figlio di cui non ci è giunto il nome (1648).

## Ascendenza
|                                                   |                                 |                                    | Genitori                          |  |  | Nonni |  |  | Bisnonni                            |  |  | Trisnonni                             |  |
|                                                   |                                 |                                    |                                   |  |  |       |  |  | Luigi II del Palatinato-Zweibrücken |  |  | Alessandro del Palatinato-Zweibrücken |  |
|                                                   |                                 |                                    |                                   |  |  |       |  |  | Luigi II del Palatinato-Zweibrücken |  |  | Alessandro del Palatinato-Zweibrücken |  |
|                                                   |                                 | Margherita di Hohenlohe-Neuenstein |                                   |  |  |       |  |  | Luigi II del Palatinato-Zweibrücken |  |  |                                       |  |
| Volfango del Palatinato-Zweibrücken               |                                 |                                    |                                   |  |  |       |  |  | Luigi II del Palatinato-Zweibrücken |  |  |                                       |  |
|                                                   |                                 | Elisabetta d'Assia                 | Guglielmo I d'Assia               |  |  |       |  |  |                                     |  |  |                                       |  |
|                                                   |                                 | Elisabetta d'Assia                 | Guglielmo I d'Assia               |  |  |       |  |  |                                     |  |  |                                       |  |
|                                                   |                                 | Elisabetta d'Assia                 | Anna di Brunswick-Wolfenbüttel    |  |  |       |  |  |                                     |  |  |                                       |  |
| Carlo I del Palatinato-Zweibrücken-Birkenfeld     |                                 | Elisabetta d'Assia                 |                                   |  |  |       |  |  |                                     |  |  |                                       |  |
|                                                   |                                 | Filippo I d'Assia                  | Guglielmo II d'Assia              |  |  |       |  |  |                                     |  |  |                                       |  |
|                                                   |                                 | Filippo I d'Assia                  | Guglielmo II d'Assia              |  |  |       |  |  |                                     |  |  |                                       |  |
|                                                   |                                 | Filippo I d'Assia                  | Anna di Meclemburgo-Schwerin      |  |  |       |  |  |                                     |  |  |                                       |  |
| Anna d'Assia                                      |                                 | Filippo I d'Assia                  |                                   |  |  |       |  |  |                                     |  |  |                                       |  |
|                                                   |                                 | Cristina di Sassonia               | Giorgio di Sassonia               |  |  |       |  |  |                                     |  |  |                                       |  |
|                                                   |                                 | Cristina di Sassonia               | Giorgio di Sassonia               |  |  |       |  |  |                                     |  |  |                                       |  |
|                                                   |                                 | Cristina di Sassonia               | Barbara Jagellona                 |  |  |       |  |  |                                     |  |  |                                       |  |
| Cristiano I del Palatinato-Birkenfeld-Bischweiler |                                 | Cristina di Sassonia               |                                   |  |  |       |  |  |                                     |  |  |                                       |  |
|                                                   | Ernesto I di Brunswick-Lüneburg | Enrico di Brunswick-Lüneburg       |                                   |  |  |       |  |  |                                     |  |  |                                       |  |
|                                                   | Ernesto I di Brunswick-Lüneburg | Enrico di Brunswick-Lüneburg       |                                   |  |  |       |  |  |                                     |  |  |                                       |  |
|                                                   | Ernesto I di Brunswick-Lüneburg | Margherita di Sassonia             |                                   |  |  |       |  |  |                                     |  |  |                                       |  |
| Guglielmo il Giovane di Brunswick-Lüneburg        | Ernesto I di Brunswick-Lüneburg |                                    |                                   |  |  |       |  |  |                                     |  |  |                                       |  |
|                                                   |                                 | Sofia di Meclemburgo-Schwerin      | Enrico V di Meclemburgo-Schwerin  |  |  |       |  |  |                                     |  |  |                                       |  |
|                                                   |                                 | Sofia di Meclemburgo-Schwerin      | Enrico V di Meclemburgo-Schwerin  |  |  |       |  |  |                                     |  |  |                                       |  |
|                                                   |                                 | Sofia di Meclemburgo-Schwerin      | Ursula del Brandeburgo            |  |  |       |  |  |                                     |  |  |                                       |  |
| Dorotea di Brunswick-Lüneburg                     |                                 | Sofia di Meclemburgo-Schwerin      |                                   |  |  |       |  |  |                                     |  |  |                                       |  |
|                                                   |                                 | Cristiano III di Danimarca         | Federico I di Danimarca           |  |  |       |  |  |                                     |  |  |                                       |  |
|                                                   |                                 | Cristiano III di Danimarca         | Federico I di Danimarca           |  |  |       |  |  |                                     |  |  |                                       |  |
|                                                   |                                 | Cristiano III di Danimarca         | Anna del Brandeburgo              |  |  |       |  |  |                                     |  |  |                                       |  |
| Dorotea di Danimarca                              |                                 | Cristiano III di Danimarca         |                                   |  |  |       |  |  |                                     |  |  |                                       |  |
|                                                   |                                 | Dorotea di Sassonia-Lauenburg      | Magnus I di Sassonia-Lauenburg    |  |  |       |  |  |                                     |  |  |                                       |  |
|                                                   |                                 | Dorotea di Sassonia-Lauenburg      | Magnus I di Sassonia-Lauenburg    |  |  |       |  |  |                                     |  |  |                                       |  |
|                                                   |                                 | Dorotea di Sassonia-Lauenburg      | Caterina di Braunschweig-Lüneburg |  |  |       |  |  |                                     |  |  |                                       |  |
|                                                   |                                 | Dorotea di Sassonia-Lauenburg      |                                   |  |  |       |  |  |                                     |  |  |                                       |  |